# 2622 Больцано
2622 Больцано (2622 Bolzano) — астероїд головного поясу, відкритий 9 лютого 1981 року.
Тіссеранів параметр щодо Юпітера — 3,217.